# Antwerpen nemzetközi repülőtér
Az Antwerpen nemzetközi repülőtér (IATA: ANR, ICAO: EBAW) (más néven Internationale Luchthaven Antwerpen) egy kisebb nemzetközi repülőtér a belgiumi Antwerpenben. Éves utasforgalma 239 517 fő (2022).

## Futópályák
A repülőtér futópályái:
- 11/29 (1510 m, 45 m, aszfalt)

## Forgalom
Az utasforgalom az elmúlt években az alábbi módon változott:
| Utasok száma | 152 682 | 147 849 | 176 971 | 166 078 | 140 370 | 221 138 | 273 130 | 306 330 | 141 955 | 259 764 |
|              | 2004    | 2006    | 2008    | 2010    | 2012    | 2015    | 2017    | 2019    | 2021    | 2023    |

## Fontos desztinációk
- London-City repülőtér (CityJet)
- Palma de Mallorca nemzetközi repülőtér (TUI fly Belgium)
- Alicantei repülőtér (TUI fly Belgium)
- Josep Tarradellas Barcelona-El Prat repülőtér (TUI fly Belgium)
- Róma-Fiumicino nemzetközi repülőtér (TUI fly Belgium)
- Genfi repülőtér (Chalair Aviation)
- Hamburgi repülőtér (Chalair Aviation)
- Málagai nemzetközi repülőtér (TUI fly Belgium)
- Ibiza repülőtér (TUI fly Belgium)
- Spliti repülőtér (TUI fly Belgium)
- Nador nemzetközi repülőtér (TUI fly Belgium)